# Albert Roach Hibbs
Albert Roach »Al« Hibbs, ameriški fizik in matematik, * 19. oktober 1924, Akron, Ohio, ZDA, † 24. februar 2003, Pasadena, Kalifornija, ZDA.

## Življenje in delo
Hibbs je diplomiral iz fizike leta 1945 na Kalifornijskem tehnološkem inštitutu. Magisterij iz matematike je končal leta 1947 na Univerzi v Chicagu, doktoriral pa je leta 1955 pri Feynmanu z disertacijo The Growth of Water Waves Due to the Action of the Wind. Med doktorskim študijem je raziskoval nastanek oceanskega valovanja.
Leta 1949 sta Hibbs in Roy Walford, ki je prejšnje leto diplomiral iz medicine, odšla v Reno in Las Vegas da bi na ruletah v kazinojih priigrala kaj denarja. S pomočjo statistične analize sta ugotavljala nenaravnana kolesa in stavila nanje. Točni znesek priigrane vsote denarja ni znan, Hibbs sam pa je navajal 12.000 $. Walford naj bi nekaj denarja porabil za nadaljnji študij medicine in stanovanje, oba pa sta kupila jahto, dolgo 40 čevljev (12 m), ter leto dni in pol jadrala po Karibskem morju. Njuna zgodba je prišla v revijo Life.
V letu 1950 se je Hibbs zaposlil v Laboratoriju za reaktivni pogon (JPL), ki ga je tedaj za vojsko vodil Kalifornijski inštitut. Bil je konstruktor sistemov za prvi uspešni ameriški satelit Explorer 1.
Hibbs je leta 1962 ob sobotnih dopoldnevih začel voditi uspešni otroški izobraževalni program na televizijski mreži NBC z naslovom Exploring (Raziskovanje). Večinoma je oddaja pokrivala teme iz znanosti, nastopale so lutke Rittsovih in pojavljali so se kinematični kratkometražni filmi, animirane različice znanih legend ter glasba. Oddajo so predvajali do leta 1966.
Hibbs je prepisal in uredil Feynmanova predavanja o kvantni elektrodinamiki in je tudi soavtor njune knjige o Feynmanovem integralu in kvantni mehaniki.
NASA ga je leta 1967 izbrala za astronavta Programa Apollo, vendar so program z odpravo Apollo 17 prej končali. Bil bi član Apolla 25. Hibbs se je vsaj enkrat obrnil na svojega mentorja, da bi mu pomagal pri izboru za znanstvenega astronavta.
Hibbs je za konjiček rad izdeloval kinetične skulpture in bil navdušen nad samosprožilnimi stroji. Tudi na tem področju je sodeloval s Feynmanom. Po Feynmanu mu je Hibbs okoli leta 1959 predlagal zamisel o medicinski uporabi Feynmanovih teoretičnih mikrostrojih (glej nanotehnologija). Hibbs je predlagal da bodo lahko nekatere stroje za popravilo pomanjšali do takšne mere, da bo teoretično mogoče, kot je dejal Feynman, »pogoltniti zdravnika.«